# Dornier Seastar
Dornier Seastar je dvomotorni turbopropelerski amfibijski leteči čoln, ki ga je razvil Claudius Dornier mlajši. Prvič je poletel leta 1985. Grajen je večinoma iz kompozitnih materialov in ima visoko nameščeno parasol (sončnikasto) krilo. Posebnost je namestitev dveh turbopropelerskih motorjev PT6, oba motorja sta namščena v istem ohišju - sprednji motor s propelerjem je nameščen v konfiguraciji vlačilec, zadnji pa v konfiguraciji potisnik. 

## Specifikacije  (Seastar CD-2)
*
- Posadka: 1 ali 2
- Kapaciteta: 12 potnikov
- Dolžina: 12,46 m
- Razpon kril: 15,50 m
- Višina: 4,60 m
- Površina krila: 28,48 m2
- Prazna teža: 2400 kg
- Gros teža: 4200 kg
- Pogon: 2 × Pratt & Whitney Canada PT6A-112, 373 kW (500 KM) vsak

- Potovalna hitrost: 341 km/h (212 mph)
- Hitrost izgube vzgona: 115 km/h (72 mph)
- Dolet: 1850 km (1150 milj)
- Čas leta: okrog 9 ur
- Višina leta (servisna): 8535 m
- Hitrost vzpenjanja: 8,0 m/s (1575 ft/min)
- Vzletna razdalja do višine 15 m: 410 m
- Pristajalna razdalja z višine 15 m (na kopnem): 480 m